# Албайрак, Ведат
Ведат Албайрак (настоящее имя — Вано Ревазишвили (груз. ვანო რევაზიშვილი), также был известен как Роман Мустопулос, род. 2 марта 1993, Кокчетав) — турецкий дзюдоист  грузинского происхождения, двукратный чемпион Европы, бронзовый призёр чемпионата мира 2018 года в весовой категории до 81 кг. Участник летних Олимпийских игр 2016, 2020 и 2024 годов.

## Биография
Родился в казахском городе Кокчетав. До 2016 года представлял Грецию под именем Роман Мустопулос, с 2018 года представляет Турцию как Ведат Албайрак.
В 2016 году принял участие в соревнованиях дзюдоистов на летних Олимпийских играх в Бразилии. Представлял Грецию под именем Роман Мустопулос, уступил во втором раунде.
На чемпионате мира 2018 года в Баку, в весовой категории до 81 кг, он завоевал бронзовую награду — первую на чемпионатах мира.
В апреле 2021 года на чемпионате Европы, который состоялся в португальской столице Лиссабоне, турецкий спортсмен в финале в дополнительное время поборол бельгийца Маттиас Кассе и впервые в карьере стал чемпионом континента.
В 2023 году вновь стал чемпионом Европы.